# Sint-Maria Magdalenakerk (Giffaumont-Champaubert)
De Sint-Maria Magdalenakerk (Frans: Église Sainte-Madeleine) is een rooms-katholiek kerkgebouw uit de twaalfde eeuw in de Franse plaats Giffaumont-Champaubert in het departement Marne. De kerk is een van de tweeëntwintig kerken die behoren tot de parochie Sint-Jan Apostel van Marne en Bocage (Frans: Paroisse Saint Jean Apôtre de Marne et Bocage). De parochie valt onder het bisdom Châlons.

## Gebouw
In 1173 werd de heerlijkheid Giffaumont door Hendrik I van Champagne geschonken aan het kapittel van Saint-Étienne in Troyes. Er was toen al een pastoor aanwezig in Giffamount. De kerk stamt uit de twaalfde eeuw.
De op het oosten georiënteerde kerk is gebouwd in romaanse stijl met vroeg-gotische elementen, opgetrokken uit natuursteen en bedekt met rode pannen. Het schip wordt geflankeerd door zijbeuken en een onafgewerkte vieringtoren verbind het schip met een klein koor. Op de westzijde van het dak van het schip staat een achthoekige toren met spits. Bovenop de vieringtoren staat een klokophanging met daarin drie klokken. Ten westen van de kerk ligt een kerkhof.
In de kerk bevinden zich meerdere gepolychromeerde beelden. Daarnaast is er onder andere een arendlezenaar aanwezig uit de 17e eeuw. De kerk is niet opgenomen in de Base Mérimée.